# Lista de governadores das unidades federativas do Brasil (2011–2015)
Esta é uma lista dos governadores das 27 unidades federativas do Brasil durante o mandato 2011-2015.
Para efeito de informação foi considerada a extensão dos mandatos originalmente previstos em lei. No caso em tela eles se estenderam de 1 de janeiro de 2011 a 1 de janeiro de 2015.
| Bandeira | Unidade federativa  | Abreviação | Governador            | Partido | Mandato   | Notas                |
| -------- | ------------------- | ---------- | --------------------- | ------- | --------- | -------------------- |
|          | Acre                | AC         | Tião Viana            | PT      | 2011-2015 | Eleito em 1° turno   |
|          | Alagoas             | AL         | Teotônio Vilela Filho | PSDB    | 2011-2015 | Reeleito em 2° turno |
|          | Amapá               | AP         | Camilo Capiberibe     | PSB     | 2011-2015 | Reeleito em 1° turno |
|          | Amazonas            | AM         | Omar Aziz             | PMN     | 2011-2015 | Reeleito em 1° turno |
|          | Bahia               | BA         | Jaques Wagner         | PT      | 2011-2015 | Reeleito em 1° turno |
|          | Distrito Federal    | DF         | Agnelo Queiroz        | PT      | 2011-2015 | Eleito em 2° turno   |
|          | Ceará               | CE         | Cid Gomes             | PSB     | 2011-2015 | Reeleito em 1° turno |
|          | Espírito Santo      | ES         | Renato Casagrande     | PSB     | 2011-2015 | Eleito em 1° turno   |
|          | Goiás               | GO         | Marconi Perillo       | PSDB    | 2011-2015 | Eleito em 2° turno   |
|          | Maranhão            | MA         | Roseana Sarney        | PMDB    | 2011-2015 | Reeleita em 1° turno |
|          | Mato Grosso         | MT         | Silval Barbosa        | PMDB    | 2011-2015 | Reeleito em 1° turno |
|          | Mato Grosso do Sul  | MS         | André Puccinelli      | PMDB    | 2011-2015 | Reeleito em 1° turno |
|          | Minas Gerais        | MG         | Antônio Anastasia     | PSDB    | 2011-2015 | Reeleito em 1° turno |
|          | Pará                | PA         | Simão Jatene          | PSDB    | 2011-2015 | Eleito em 2° turno   |
|          | Paraíba             | PB         | Ricardo Coutinho      | PSB     | 2011-2015 | Eleito em 2° turno   |
|          | Paraná              | PR         | Beto Richa            | PSDB    | 2011-2015 | Eleito em 1° turno   |
|          | Pernambuco          | PE         | Eduardo Campos        | PSB     | 2011-2015 | Reeleito em 1° turno |
|          | Piauí               | PI         | Wilson Martins        | PSB     | 2011-2015 | Reeleito em 2° turno |
|          | Rio de Janeiro      | RJ         | Sérgio Cabral Filho   | PMDB    | 2011-2015 | Reeleito em 1° turno |
|          | Rio Grande do Norte | RN         | Rosalba Ciarlini      | DEM     | 2011-2015 | Eleita em 1° turno   |
|          | Rio Grande do Sul   | RS         | Tarso Genro           | PT      | 2011-2015 | Eleito em 1° turno   |
|          | Santa Catarina      | SC         | Raimundo Colombo      | PSD     | 2011-2015 | Eleito em 1° turno   |
|          | Rondônia            | RO         | Confúcio Moura        | PMDB    | 2011-2015 | Eleito em 2° turno   |
|          | Roraima             | RR         | Chico Rodrigues       | DEM     | 2011-2015 | Eleito em 2° turno   |
|          | São Paulo           | SP         | Geraldo Alckmin       | PSDB    | 2011-2015 | Eleito em 1° turno   |
|          | Sergipe             | SE         | Marcelo Déda          | PT      | 2011-2015 | Reeleito em 1° turno |
|          | Tocantins           | TO         | Siqueira Campos       | PSDB    | 2011-2015 | Eleito em 1° turno   |

| Partido                                     | nº de unidades federativas governadas |
| ------------------------------------------- | ------------------------------------- |
| Partido da Social Democracia Brasileira     | 7                                     |
| Partido do Movimento Democrático Brasileiro | 5                                     |
| Partido Socialista Brasileiro               | 4                                     |
| Partido dos Trabalhadores                   | 4                                     |
| Democratas                                  | 2                                     |
| Partido Republicano da Ordem Social         | 2                                     |
| Partido Social Democrático                  | 1                                     |
| Partido Progressista                        | 1                                     |
| Solidariedade                               | 1                                     |
| Total                                       | 27                                    |